# ویکی‌پدیای چچنی
ویکی‌پدیای چچنی نسخهٔ زبان چچنی وب‌گاه ویکی‌پدیا است.  ویکی‌پدیای چچنی تا ۲۲ مهٔ ۲۰۱۴ میلادی، با بیش‌از ۳۱٬۳۰۰ مقاله در ردهٔ هشتادویکم ویکی‌پدیاها قرار داشت.